# Хогао
Хогао — гострий соус з томатів і цибулі, походження якого пов'язане з «соусом ата» в кухні африканського народу йоруба. Традиційний для колумбійської гастрономії.

## Опис
Його приготування полягає в нарізанні цибулі (в ідеалі довгої або джунки) і помідорів, у пропорції приблизно три частини помідорів до однієї частини цибулі, і варінні їх до тих пір, поки суміш не набуде стану соусу, хоча існують різновиди залежно від місцевості, але вони зберігають свою основну природу помідорів і цибулі. Його можна збагатити такими спеціями, як орегано, шафран, або аннато чи кмин.
Його назва походить від старого вживання виразів «втопити» або «рехогар», які вказували на варіння на повільному вогні, поки жир рівномірно не змішується з необхідними інгредієнтами. У Колумбії хогао є основою приправ і основною приправою до багатьох страв, особливо бандеха пайса. Арепа та патаконес також можна доповнити хогао.

## Позначення
У Колумбії він має й інші назви, наприклад, на узбережжі Карибського моря його називають рагу (guiso). На тихоокеанському узбережжі його називають рефріто, а в Льянос і Сантандерес —  хого.